# Katie Couric
Katherine Anne Couric, detta Katie (Arlington, 7 gennaio 1957), è una giornalista e conduttrice televisiva statunitense, nota per essere un volto della CBS e in passato della NBC.

## Biografia
Figlia di un giornalista e di una casalinga ebrea, Katie fu cresciuta come episcopale. I nonni materni della Couric erano ebrei fuggiti dalla Germania, mentre per quanto riguarda il ramo paterno, la Couric affermò in un servizio di essere discendente di un immigrato francese che aveva fatto fortuna con il commercio del cotone.
Dopo la scuola secondaria la Couric si iscrisse all'Università della Virginia, dove ricoprì molteplici incarichi all'interno del giornale scolastico. Nel 1979 si laureò con un bachelor in inglese e in seguito cominciò a lavorare come reporter, inizialmente per la ABC e poi per la CNN. Per il suo operato giornalistico la Couric ottenne un premio dall'Associated Press e un Emmy Award.
Nel 1989 fu assunta alla NBC come corrispondente dal Pentagono e l'anno dopo cominciò a condurre il programma Today come sostituta dei conduttori principali. Nel 1991 la co-conduttrice Deborah Norville abbandonò il programma per maternità e così fu sostituita dalla Couric; in seguito la Norville decise di non tornare più a condurre Today e così la Couric prese il suo posto definitivamente.
Nel 1994 le venne affidata la conduzione di uno show con Tom Brokaw, ma il programma fu chiuso per bassi ascolti. La Couric ritornò comunque a Today e lo continuò a condurre per molti anni, fino a quando nel 2006 annunciò la sua decisione di passare alla CBS per presentare il notiziario della sera.

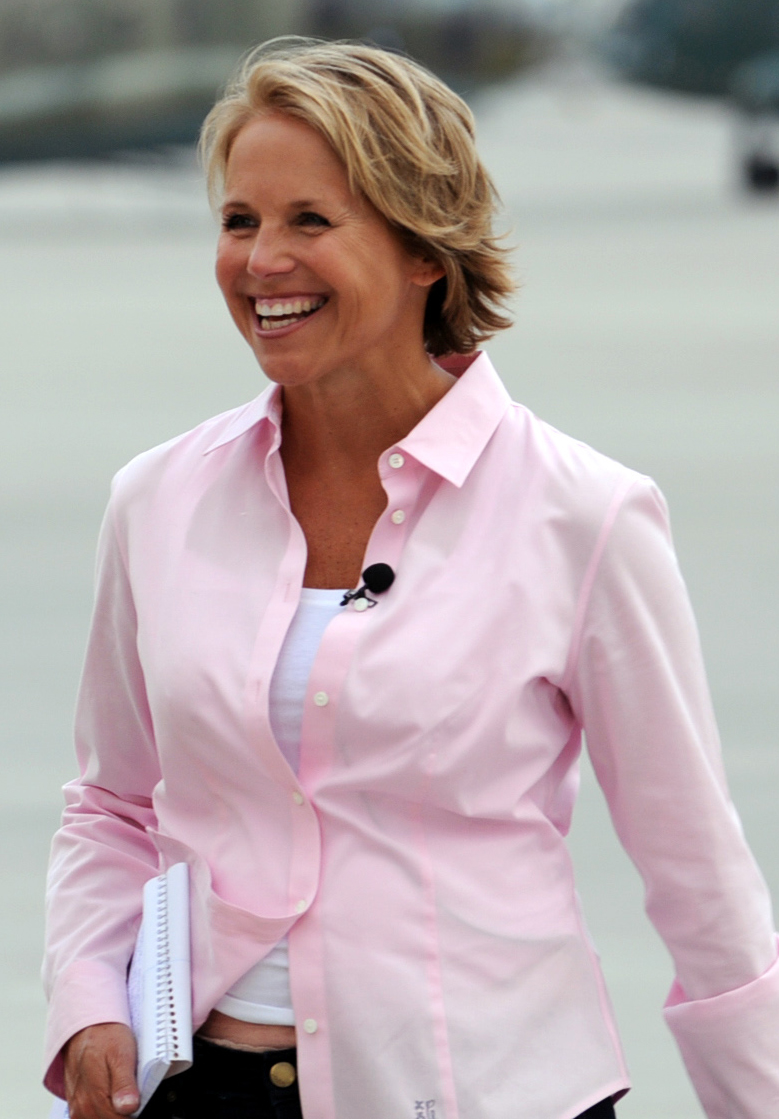
Katie Couric a Kabul nel 2010

Nel corso dei suoi diciassette anni alla NBC, Katie Couric si è fatta conoscere dal pubblico grazie ai suoi speciali d'informazione e alle sue interviste (fra le celebrità da lei intervistate i Presidenti Ford, Carter, Bush Sr., Clinton e Bush Jr., le first ladies Barbara e Laura Bush, il primo ministro britannico Tony Blair, la senatrice ed ex first lady Hillary Clinton e la creatrice di Harry Potter J. K. Rowling). Inoltre ha sempre co-presentato con Bob Costas le cerimonie d'apertura dei Giochi olimpici a partire da Sydney 2000.
Occasionalmente la Couric ha prestato la sua immagine per piccoli ruoli da attrice: ad esempio nel 2004 ha preso parte al film d'animazione Shark Tale doppiando una pesciolina giornalista (nella versione italiana il personaggio è stato doppiato da Cristina Parodi). Nel 2002 aveva interpretato una guardia carceraria nel film Austin Powers in Goldmember, nel 1992 era apparsa in Murphy Brown e nel 2002 in Will & Grace (5X08). Nel 2011 è comparsa in un episodio di Glee, interpretando se stessa in un piccolo cameo.

### Passa a CBS News

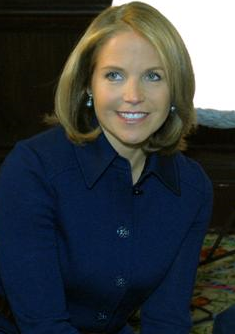
Katie Couric nel 2007

#### CBS Evening News (2006–2011)
Il 5 aprile 2006 la CBS ha annunciato che Couric sarebbe diventata la nuova conduttrice e caporedattrice di CBS Evening News. Couric avrebbe anche collaborato a 60 Minutes e avrebbe presentato speciali di notizie in prima serata per la CBS. Couric guadagnava 15 milioni di dollari all'anno mentre lavorava alla CBS, uno stipendio che l'ha resa la giornalista più pagata al mondo, uno stipendio simile a quello di Barbara Walters alla ABC. Ha fatto la sua prima trasmissione come conduttrice e caporedattrice del CBS Evening News con Katie Couric il 5 settembre 2006.
La CBS ha fortemente promosso l'arrivo di Couric sulla rete, sperando di far rivivere il formato del notiziario serale, ma c'erano suggerimenti che si sarebbe ritorto contro. Sebbene ci sia stato molto interesse durante la sua prima settimana come conduttrice, CBS Evening News è rimasta al terzo posto in termini di spettatori, dietro ABC World News e NBC Nightly News. Mentre le valutazioni di Couric sono migliorate rispetto al suo predecessore, Bob Schieffer, Charles Gibson della ABC ha ampliato il vantaggio di World News su Evening News.
Couric ha anche annunciato la proiezione ufficiale di CBS News per le elezioni presidenziali degli Stati Uniti del 2008.
Il CBS Evening News con Katie Couric ha vinto il premio Edward R. Murrow nel 2008 e nel 2009 per il miglior telegiornale.  Nel 2009, Couric ha ricevuto l'Emmy Governor's Award per la sua carriera televisiva.
Ha intervistato presidenti, membri del gabinetto, celebrità e dirigenti d'azienda di tutto il mondo, tra cui il presidente Barack Obama, il segretario di Stato Hillary Clinton, l'ex presidente George W. Bush, l'ex segretario di Stato Condoleezza Rice John Edwards subito dopo l'annuncio che il cancro dell'allora moglie Elizabeth era tornato, il ministro degli Esteri israeliano Tzipi Livni, Norah Jones e Michael J. Fox.
Couric ha guidato la copertura di CBS News delle elezioni di medio termine del 2006, delle elezioni presidenziali del 2008 e delle convenzioni e delle elezioni di medio termine del 2010. Couric è stata la prima rete a Port au Prince dopo il terremoto di Haiti del 2010. Dopo la fuoriuscita di petrolio della BP, Couric ha portato molta attenzione al disastro. Ha riferito da piazza Tahrir al Cairo durante la rivoluzione egiziana nel 2011. Nell'aprile 2011, ha condotto la copertura di CBS News da Londra per il matrimonio del principe William, duca di Cambridge e Catherine Middleton.
Couric è stata l'unica conduttrice solista di notizie serali negli Stati Uniti, fino al 21 dicembre 2009, quando Diane Sawyer è subentrata a Charles Gibson in pensione per ABC World News.  Couric e Sawyer erano in precedenza i rivali rispettivamente come ospiti di Today e Good Morning America.
All'inizio del 2011, Couric ha annunciato che avrebbe lasciato il suo posto alla CBS Evening News alla scadenza del suo contratto. Couric ha fatto la sua ultima trasmissione giovedì 19 maggio 2011.

#### 60 minuti (2006–2011)
Couric era un corrispondente di 60 Minutes e ha contribuito da sei a otto storie all'anno per il programma. In particolare, è stata la prima a intervistare il pilota Chesley Sullenberger dopo l'atterraggio dell'aereo "Miracle on the Hudson". Ha anche intervistato Valerie Plame, Robert Gates e Michelle Rhee per il programma.

#### Interviste Palin (2008)
Le interviste di Sarah Palin con Katie Couric sono state una serie di interviste che Couric ha registrato con la Palin, candidata alla vicepresidenza repubblicana degli Stati Uniti nel 2008. Le interviste sono state ripetutamente trasmesse in televisione prima delle elezioni presidenziali americane del 2008. Couric ha ricevuto il Walter Cronkite Award for Journalism Excellence per le interviste. Steve Schmidt, stratega della campagna e consigliere senior di McCain, ha poi riflettuto sull'intervista, dicendo: "Penso che sia stata l'intervista più consequenziale da una prospettiva negativa che un candidato a una carica nazionale abbia attraversato.. ."

#### Rapporti CBS (2009–2011)

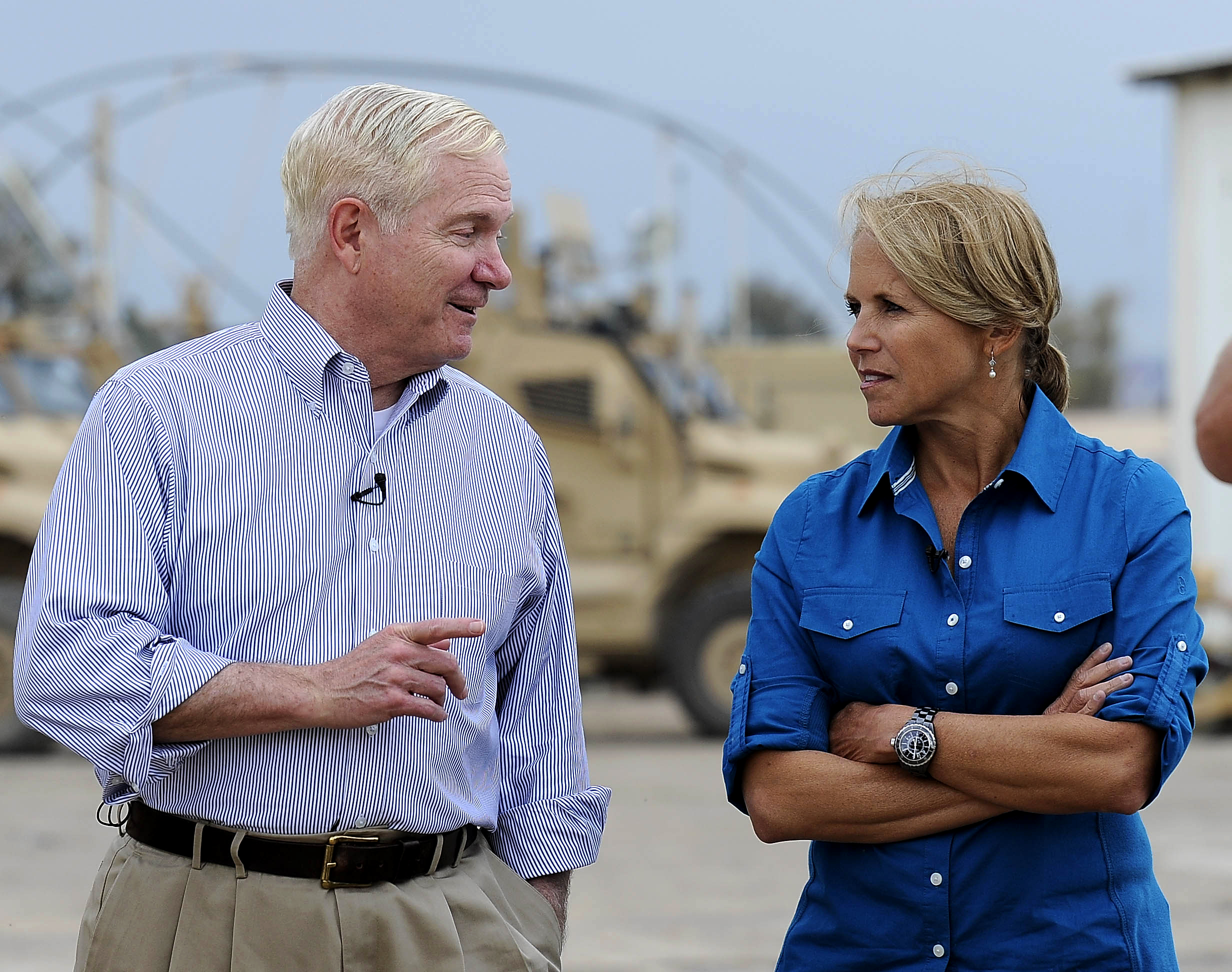
Katie Couric con il segretario della difesa USA Robert Gates a Mosul, Iraq, 8 aprile 2011

Couric è stata la giornalista principale di due serie di CBS Reports, trasmesse su tutte le piattaforme di CBS News. La prima serie, "CBS Reports: Children of the Recession", ha evidenziato il dolore sofferto dal più giovane delle vittime della grande recessione allora in corso. La serie ha vinto il premio Alfred DuPont della Columbia School of Journalism per l'eccellenza nel giornalismo. La seconda serie, andata in onda all'inizio del 2010, era "CBS Reports: Where America Stands", che presentava corrispondenti veterani della CBS News che riferivano sulle principali questioni che gli Stati Uniti devono affrontare nel decennio a venire con la ricerca della CBS News Polling Unit.

#### @katiecouric (2009–2011)
Couric ha ospitato un programma settimanale di interviste di un'ora su CBSNews.com.  Il suo primo ospite è stato il conduttore di Fox News Channe l Glenn Beck. Interviste successive hanno incluso l'ex vicepresidente Al Gore, l'attore Hugh Jackman, l'artista Shakira, la First Lady Michelle Obama, l'editorialista del New York Times Thomas Friedman, il cantante Justin Bieber, l'attrice Jane Lynch, la conduttrice di talk show Ellen DeGeneres, l'attore Daniel Radcliffe, Bill Gates, l'ex capo dello staff della Casa Bianca Rahm Emanuel, il leader del movimento nazionale del Tea Party Michael Johns, il giocatore di football Drew Brees e l'autore Malcolm Gladwell.

### Ritorno a ABC News

#### ABC News (2011–2013)
Dal 2011 al 2013, Couric è stata corrispondente speciale per ABC News, un ruolo che ha incorporato nel suo talk show. La sua prima apparizione in rete è stata un'intervista a Sarah Jessica Parker su Nightline. Couric ha assicurato la copertura del decimo anniversario degli attacchi dell'11 settembre, insieme a Diane Sawyer, Christiane Amanpour, Barbara Walters, Elizabeth Vargas, George Stephanopoulos e Robin Roberts. Couric ospitava Today sulla NBC al momento degli attacchi e guidava la copertura di CBS News del quinto anniversario. Couric ha anche co-ospitato The View e Live! con Regis e Kelly. Couric ha intervistato Lady Gaga in prima serata durante il Ringraziamento come parte di A Very Gaga Thanksgiving. Nel novembre 2011, Couric ha ospitato uno speciale programma di notizie della ABC in prima serata che metteva in evidenza il ritiro di Regis Philbin, dopo i 25 anni di mandato di Philbin alla ABC.
Simile alla collega Barbara Walters, Couric presenta speciali per la rete e per il newsmagazine 20/20. Mentre contribuisce al programma di notizie durante tutto l'anno, nel 2011 Couric ha creato il suo nuovo speciale annuale The Year with Katie Couric, un programma che segna la fine dell'anno e copre alcuni dei più grandi giornalisti ed eventi di notizie di quel anno. Questa è una collaborazione con la rivista People, che riflette anche eventi nel mondo dell'informazione, dello sport, della politica e dei principali titoli che hanno contribuito a plasmare il mondo. Questo è molto simile a quello delle 10 persone più affascinanti dell'iconica Barbara Walters di Walters, un programma di fine anno che segna la fine dell'anno e riconosce le persone che hanno avuto l'impatto maggiore sull'anno in corso con interviste sulla loro prospettiva dell'anno. Come parte dello speciale, Couric intervista altri membri dei media che possono fornire alcune informazioni su alcuni eventi accaduti.
Dal 2 al 6 aprile 2012, Couric ha sostituito il co-conduttore Robin Roberts in Good Morning America della ABC, il suo primo periodo come presentatrice di un notiziario mattutino da quando ha lasciato Today.

## Vita privata
Katie Couric è stata sposata con Jay Monahan dal 1989 fino alla morte dell'uomo nel 1998, a 42 anni, a causa di un cancro al colon. Due le figlie dal loro matrimonio:  Elinor Tully "Ellie" Monahan, nata a Washington, DC, il 23 luglio 1991  e Caroline "Carrie", nata a New York City il 5 gennaio 1996.
Anche la sorella di Katie, Emily, una senatrice di stato democratica, è deceduta nel 2001 in seguito a un cancro del pancreas.
Da quel momento la Couric è diventata un simbolo della prevenzione dei tumori e si è impegnata per sensibilizzare i telespettatori sull'argomento.
La Couric è un'ambasciatrice UNICEF ed è stata inclusa più volte fra le 100 donne più potenti del mondo secondo la rivista Forbes: nel 2004 si è classificata al 57º posto, nel 2005 al 47°, nel 2006 al 54°, nel 2007 al 63°, nel 2008 al 62° e nel 2010 al 22°.
Nel settembre 2013, si è fidanzata con il finanziere John Molner dopo una relazione di due anni. La Couric ha sposato Molner in una piccola cerimonia privata nella sua casa di Hamptons il 21 giugno 2014. I due sono protagonisti della serie di cucina online Full Plate con "Katie & John", che appaiono sul sito web La Table.

## Opere
- The Brand New Kid, New York, Doubleday, 2000 ISBN 978-0385500302
- The Blue Ribbon Day, New York, Doubleday, 2004 ISBN 978-0385512923
- The Best Advice I Ever Got: Lessons From Extraordinary Lives, New York, Random House, 2011 ISBN 978-0812992779

## Doppiaggio
- Shark Tale, regia di Eric Bergeron e Vicky Jenson (2004) - voce di Katie Current.